# Guy Joulin
Guy Joulin, né en juin 1950 est un physico-mathématicien français travaillant dans le domaine de la combustion.

## Biographie
Guy Joulin soutient sa thèse à l'université de Poitiers en 1979 sous la direction de Paul Clavin.
Il effectue sa carrière au laboratoire d'énergétique et de détonique de l'École nationale supérieure de mécanique et d'aérotechnique de Poitiers. Il y devient Directeur de recherche au CNRS.
Ses travaux en combustion portent sur l'instabilité de Darrieus-Landau avec les équations Dold–Joulin et Joulin-Cambray, les flammes étirées avec la théorie Matalon-Matkowsky-Clavin-Joulin, l'instabilité thermo-diffusive et l'influence du rayonnement sur les flammes (théorie Joulain-Deshaies).

## Distinctions
- Médaille d'argent du CNRS en 1996[7].